# Kirnusaari, Masko
Kirnusaari är en ö i Finland.   Den ligger i kommunen Masko i den ekonomiska regionen  Åbo ekonomiska region  och landskapet Egentliga Finland, i den sydvästra delen av landet, 170 km väster om huvudstaden Helsingfors.
Terrängen på Kirnusaari är varierad.  I omgivningarna runt Kirnusaari växer i huvudsak barrskog.